# مسألة فلسطين (كتاب)
مسألة فلسطين (كتاب) للكاتب والناقد الفلسطيني الأمريكي إدوارد سعيد. صدر الكتاب لأول مرة عام 1979 باللغة الإنجليزية وتُرجم للعربية، وتم إعادة نشره مع مقدمة وخاتمة جديدة سنة 1992 عن فينتاج بوكس. يعرض الكتاب تحليل نقدي للقضية الفلسطينية والسرديات الغربية والصهيونية حولها، وكيفية تمثيل فلسطين في الخطاب الغربي.

## حول الكتاب
يقدم سعيد رؤية نقدية عميقة حول القضية الفلسطينة ويركز على الصراع التاريخي من وجهة نظر فلسطينية، بعيداً عن السرديات الصهيونية الغربية المهيمنة، ومن خلال الكتاب يُبرز سعيد أن الحركة الصهيونية لم تكن مجرد حركة سياسية، بل كانت مشروعًا استعماريًا يستند إلى أيديولوجيات عنصرية كانت سائدة في أوروبا نهاية القرن التاسع عشر، يركز سعيد في البداية على تأسيس الحركة الصهيونية والهجرة اليهودية إلى فلسطين، مستعرضًا الأيديولوجية التي تروج لحق اليهود في فلسطين كما رُوج لها أرض بلا شعب وهذا يُظهر كيف أن الحركة الصهيونية تبنت أيديولوجيات استعمارية لتبرير احتلال فلسطين، مع إهمال تام لوجود الشعب الفلسطيني، ثم تم تهجيره قسراً بعد النكبة وإعلان قيام ما تعرف بدولى إسرائيل عام 1948.
يعرض سعيد تصريحات لزعماء صهاينة بارزين مثل ثيودور هرتزل، حاييم، ايزمان، ومناحيم بيغين الذين أصروا على إنكار وجود الفلسطينيين أو وصفوهم بصفات عنصرية، مما يعكس الصورة النمطية التي كان الغرب يروج لها عن الشعوب المستعمرة. يؤكد سعيد في كتابه أن هذه الأفكار تم تبنيها وتعميمها من قبل القوى الغربية، التي رأت في الحركة الصهيونية امتدادًا لنظرة إمبريالية لاحتلال فلسطين، حيث أن الدول الغربية استغلت الدعاية الصهيونية بشكل فعّال في وسائل الإعلام لتغييب الحقيقة الفلسطينية، وتجاهل المطالب الفلسطينية بالحرية وتقرير المصير، ثم يوضح كيف تفوقت الحركة الصهيونية في ضمان دعم الحكومات الغربية من خلال نشر السردية المزيفة عن الفلسطينيين، وهذا ساهم بشكل كبير في تمكين الاحتلال الإسرائيلي ودعمه عالميًا.